# Éric et Quentin
Éric et Quentin est un duo humoristique formé à la télévision  par les acteurs et écrivains Éric Metzger et Quentin Margot. Ils se sont notamment fait connaître grâce à leurs séquences dans l'émission Le Petit Journal, présenté par Yann Barthès, sur Canal+. À la rentrée 2016, ils l'ont suivi sur TMC dans l'émission Quotidien. Depuis, ils sont montés sur scène pour leur spectacle On peut plus rien rire. 

## Biographie
Né en 1982 à Brou-sur-Chantereine, Quentin Margot a une formation de journaliste à l'IICP. C'est lors d'un stage à l'émission + Clair qu'il rencontre Bertrand Delaire, auteur au SAV d'Omar et Fred, et qui l'engage pour devenir auteur à ses côtés en 2005.
Né en 1984 à Boulogne-Billancourt, Éric Metzger, après des études de lettres classiques (classes préparatoires littéraires suivies d'un master à la Sorbonne), se fait remarquer par Arielle Saracco, directrice du pôle créations de Canal+, en lui envoyant une lettre de motivation au ton décalé et rejoindra Quentin au SAV d'Omar et Fred en 2007 en tant qu'auteur. En parallèle de ses activités humoristiques avec Quentin Margot, il écrit également des romans.

### Évolution
Le duo débute en 2009 au Petit Journal, dans la chronique de Yann Barthès faisant partie intégrante du Grand Journal, qui au fur et mesure aura d'abord de plus en plus de temps d'antenne avant de devenir une émission à part entière.
Soumis à des contraintes de temps et d'organisation dans la construction de leurs sketchs, réalisés par Benoit Lelong, Éric et Quentin décident de les jouer eux-mêmes[réf. nécessaire], souvent assistés de leurs collègues de bureau.
En avril 2015, ils apparaissent dans le film Robin des bois, la véritable histoire aux côtés de Patrick Timsit, Géraldine Nakache, Max Boublil ou encore Gérard Darmon.
En 2016 ils quittent Canal+ et suivent Yann Barthès sur TMC dans l'émission Quotidien.
Le 21 juin 2017 sort le film Bad Buzz, dans lequel ils jouent et dont ils ont écrit le scénario. Le film bénéficie d'un budget 4,3 millions d'euros mais fait un flop total avec à peine 49 000 entrées en deux semaines, et essuyant des critiques catastrophiques.
Ils quittent discrètement l'émission Quotidien en 2019, poursuivant leur ancien employeur, Bangumi, aux Prud'hommes. Le litige a été réglé par une transaction confidentielle.
Entre septembre 2019 et juin 2021, ils animent Le Grand Urbain, une émission consacrée au rap/hip-hop diffusée le samedi à 21 heures sur France Inter.
À partir de 2021, ils jouent leur spectacle On peut plus rien rire dans toute la France, spectacle dans lequel le duo s'intéresse au rire, notamment à ses origines et à son importance dans la société.

### Publicités
En 2015, ils jouent dans une série de publicité pour Sosh.

## Filmographie
- 2015 : Robin des bois, la véritable histoire d'Anthony Marciano : Gaston et Firmin
- 2017 : Bad Buzz de Stéphane Kazandjian : Éric et Quentin